# Monte Kelimutu
Kelimutu (pronunciado [kəlimutu]) es un volcán, cerca de la pequeña ciudad de Moni en el centro de la isla de Flores en Indonesia. Se sitúa a unos 50 km al este de Ende, Indonesia, capital de la regencia de Ende en la provincia de Nusa Tenggara Oriental. Tiene tres lagos de cráter volcánicos de diferentes colores.

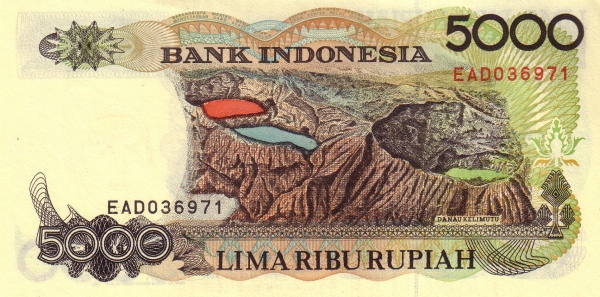
5000 Rupias Indonesias, billete en donde aparece el monte

La ciencia de los lagos Kelimutu es relativamente bien conocida. Los colores del lago cambian periódicamente debido a ajustes en el estado de oxidación-reducción del fluido de cada lago, y también considerando la abundancia de diferentes elementos principales, como hierro y manganeso. El estado de oxidación-reducción depende del balance del aporte de gas volcánico y la tasa de lluvia, y se cree que está mediado por el sistema de agua subterránea en el propio volcán. Los colores en los lagos cambian independientemente el uno del otro, ya que cada uno tiene su propia conectividad única a la actividad del volcán subyacente. Entre enero y noviembre de 2016, los colores de los cráteres cambiaron seis veces. Aunque se cree ampliamente que los cambios son impredecibles, es más exacto decir que la falta de un monitoreo regular del sistema volcánico impide que los científicos tengan los datos necesarios para impulsar modelos predictivos ampliamente disponibles.